# Oropi
Oropi est une localité rurale située dans la région de la baie de l’Abondance dans le nord de l’île du Nord de la Nouvelle-Zélande.

## Situation
Elle est localisée à 20 kilomètres au sud de la cité de Tauranga et à 43 kilomètres au nord de la ville de Rotorua.

## Toponymie
Il a été suggéré que le mot Oropi est un mot équivalent en langue Maori à Europe.
Ceci serait dérivé dans les années 1860, du siège des forces du gouvernement, qui étaient positionnées dans cette zone au temps de la bataille de Gate Pā (en).
Le Ministère de la Culture et du Patrimoine de Nouvelle-Zélande donne la traduction de « place of covering up » (de la dissimulation) pour Ōropi.

## Activité
Oropi est principalement une communauté de fermiers pratiquant à la fois l’agriculture et l’horticulture, allant des vergers de kiwi jusqu’à l’élevage laitier.
Récemment, il y a eu quelques lotissements de fermes transformées en maisons de campagne (en) pour tirer avantage du point de vue sur la ligne de côte en direction de la péninsule de Coromandel et les îles de la baie de Plenty incluant île Karewa (en), Mayor Island / Tuhua et Île Motiti.

## Installations
Les installations locales comprennent un parcours de golf de 9 trous, une piscine chauffée, un parcours de paintball et une piste de vélo tout terrain.
Le Oropi Memorial Hall and Community Center comprend 170 mètres carrés d’auditorium.
La forêt d'Oanewainuku à proximité, est aménagée par le département de la Conservation, comprenant trois chemins de randonnée.
Une doline s’est développée sur le trajet d’Oropi Road en août 2019, qui a été causée par l’érosion à partir d’un cours d’eau. 
Le trou de la doline fut bouché en janvier 2020.

## Démographie
La zone statistique de Waiorohi, qui avait une surface de 153 kilomètres carrés et qui est beaucoup plus large que la localité d’Oropi, avait une population de 2 520 résidents lors du recensement de 2018 en Nouvelle-Zélande, en augmentation de 330 personnes (soit 15,1 %) depuis le recensement de 2013, et en augmentation de 567personnes (soit 29,0 %) depuis le recensement de la population en Nouvelle-Zélande de 2006.
Il y a 825 logements.
On compte 1 254 hommes et 1 266 femmes, donnant un sexe-ratio de 0,99 homme pour une femme.
L’âge médian est de 42,1 ans (comparé avec les 37,4 ans au niveau national), avec 492 personnes (soit 19,5 %) âgées de moins de 15 ans, 468 personnes (soit 18,6 %) âgées de 15 à 29 ans, 1 260 personnes (soit 50 %) âgées de 30 à 64 ans et 300 personnes (soit 11,9 %) âgées de 65 ans ou plus.
L’ethnicité est pour 91,2 % européens/Pākehā, 15,1 % Māori, 1,1 % personnes du Pacifique, 1,9 % d’origine asiatique, et 1,3 % d’une autre ethnie (le total peut faire plus de 100 % dans la mesure où une personne peut s’identifier de multiples ethnies en fonction de sa parenté)
La proportion de personnes nées outre-mer est de 17,1 %, comparée avec les 27,1 % au niveau national.
Bien que certaines personnes objectent à renseigner leur religion, 59,2 % n’ont aucune religion, 28,9 % sont chrétiens, 0,1 % sont musulmans, 0,2 % sont bouddhistes et 2,5 % ont une autre religion.
Parmi ceux d’au moins 15 ans d’âge, 396 personnes (soit 19,5 %) ont un niveau de licence ou un degré supérieur et 309 personnes (soit 15,2 %) n’ont aucune qualification formelle.
Les revenus médians sont de 35 200 $, comparés avec les 31 800 $ au niveau national.
Le statut d’emploi de ceux d’au moins 15 ans d’âge est pour 1 104 personnes (soit 54,4 %) employées à plein temps, pour 387 personnes (soit 19,1 %) un emploi à temps partiel et 48 personnes (soit 2,4 %) sont sans emploi.

## Éducation
L’école d’Oropi School est une école primaire, publique, mixte, allant des années 1 à 8, avec un effectif de 368 élèves en novembre 2022.
L’école avait un jardin de la communauté et un container de bateau qui avait été converti en une cuisine d’extérieur avec une décoration murale représentant une peinture de forêt sur le mur extérieur.